# Замок Витре
Замок Витре (фр. Château de Vitré) — средневековый замок, расположенный в одноимённом историческом городе Бретани. Нынешний облик приобрёл в результате масштабной реконструкции XIX века.

## История
Заложил замок барон Роберт I де Витрэ. Начало строительства замка относится к 1060 году. Первая деревянная крепость располагалась на вершине холма Сан-Крю. Впоследствии, уже из камня, бароном Андре III на этом месте был построен замок, весьма напоминающий тот, что можно созерцать сегодня.
До массового распространения пороха в Европе замок служил исключительно фортификационным сооружением. Он постоянно укреплялся. На внутреннее убранство почти никто не обращал внимание, поэтому интерьеры всегда были решены аскетично. Замок защищал земли Бретанского герцогства от посягательств французских королей. Витре постоянно разрастался и достраивался, только к 1420 году был достроен донжон, именуемый башней Святого Лаврентия. В противоположной части, на севере, чуть позже была закончена башня Магдалины. Кроме того к 1430 году завершена башня Монтафилан, ворота с подъемным мостом, с барбаканом и рядом башен по всему периметру северо-западной стены. С замка просматривалась полностью вся долина, оттого вражеским армиям было трудно с этой стороны проникнуть в пределы Бретани.
В 1487 г. замок был сдан без боя бароном Ги XV де Лавалем французским войскам. С этого момента замок перестал выполнять фортификационные функции, а перестраивался под нужды проживающих в нем феодалов. К стенам достроили галереи, появилась часовня в стиле ренессанс, ещё позже был пристроен портал. Замок перестал выглядеть как единое целое архитектурное сооружение. В 1589 году замок все же был использован по своему предназначению, а именно выдержал достаточно тяжелую пятимесячную осаду. В это время замок был собственностью гугенотского рода Колиньи. Кроме того, во время сильной вспышки чумы в конце XVI века, в замке скрывался Бретонский парламент.
С XVII века замок постепенно приходит в упадок. В это время бароны Витре покинули город и уехали к королевскому двору в Версаль. Замок пережил достаточно сильный пожар. При пожаре были полностью уничтожены жилые покои, частично обрушились башни Святого Лаврентия и Монтафилан. После этого большая часть замка была переоборудована под тюрьму.
В XIX веке тюрьма была упразднена, а на её месте в замке был расквартирован 70-й пехотный полк. Замок Витре одним из первых во Франции заручился поддержкой властей Франции, став официальным историческим памятником. В конце XIX века началась масштабная реконструкция замка. Во время Второй мировой войны замок не пострадал.

## Галерея

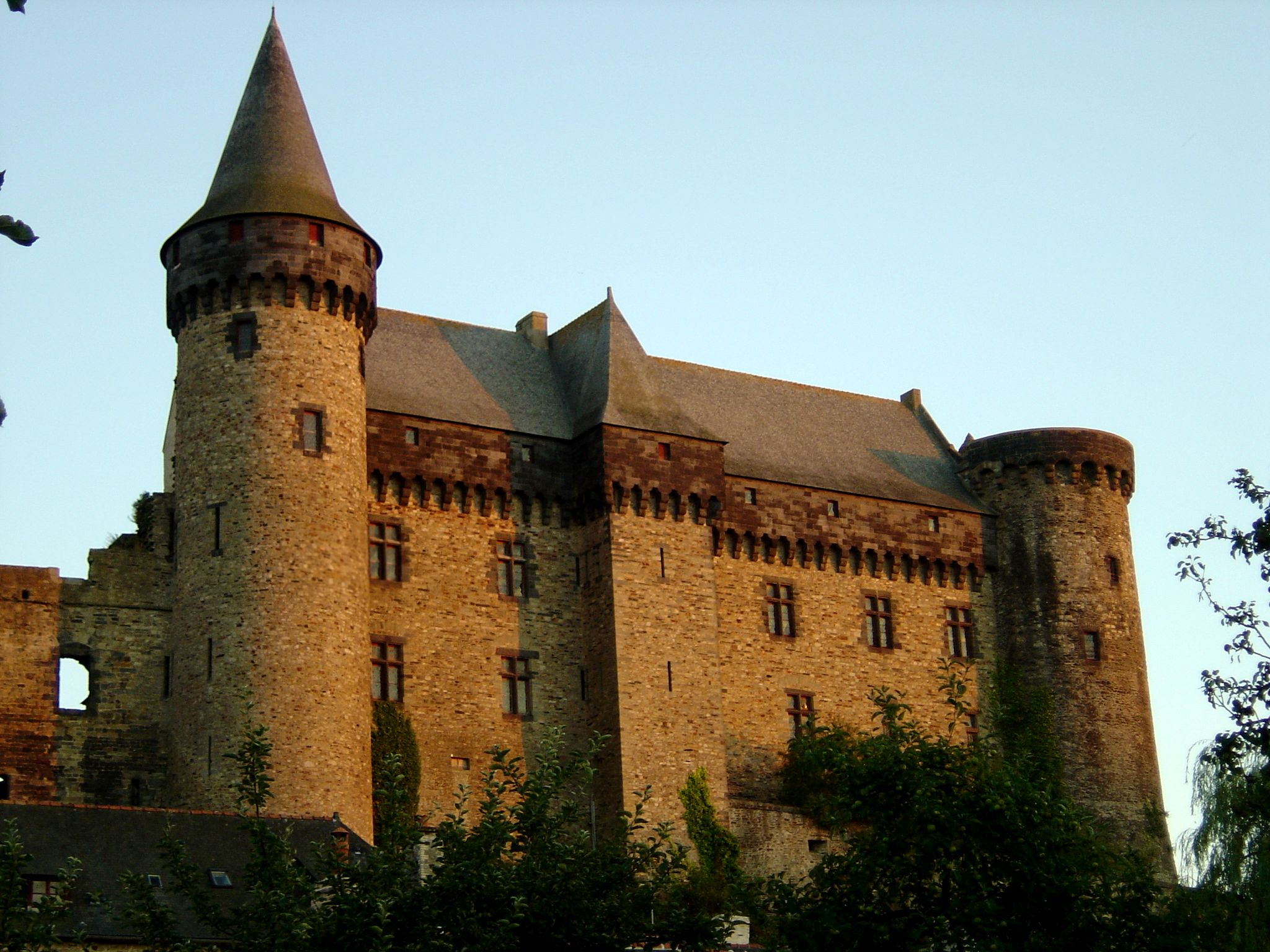
Восточная сторона
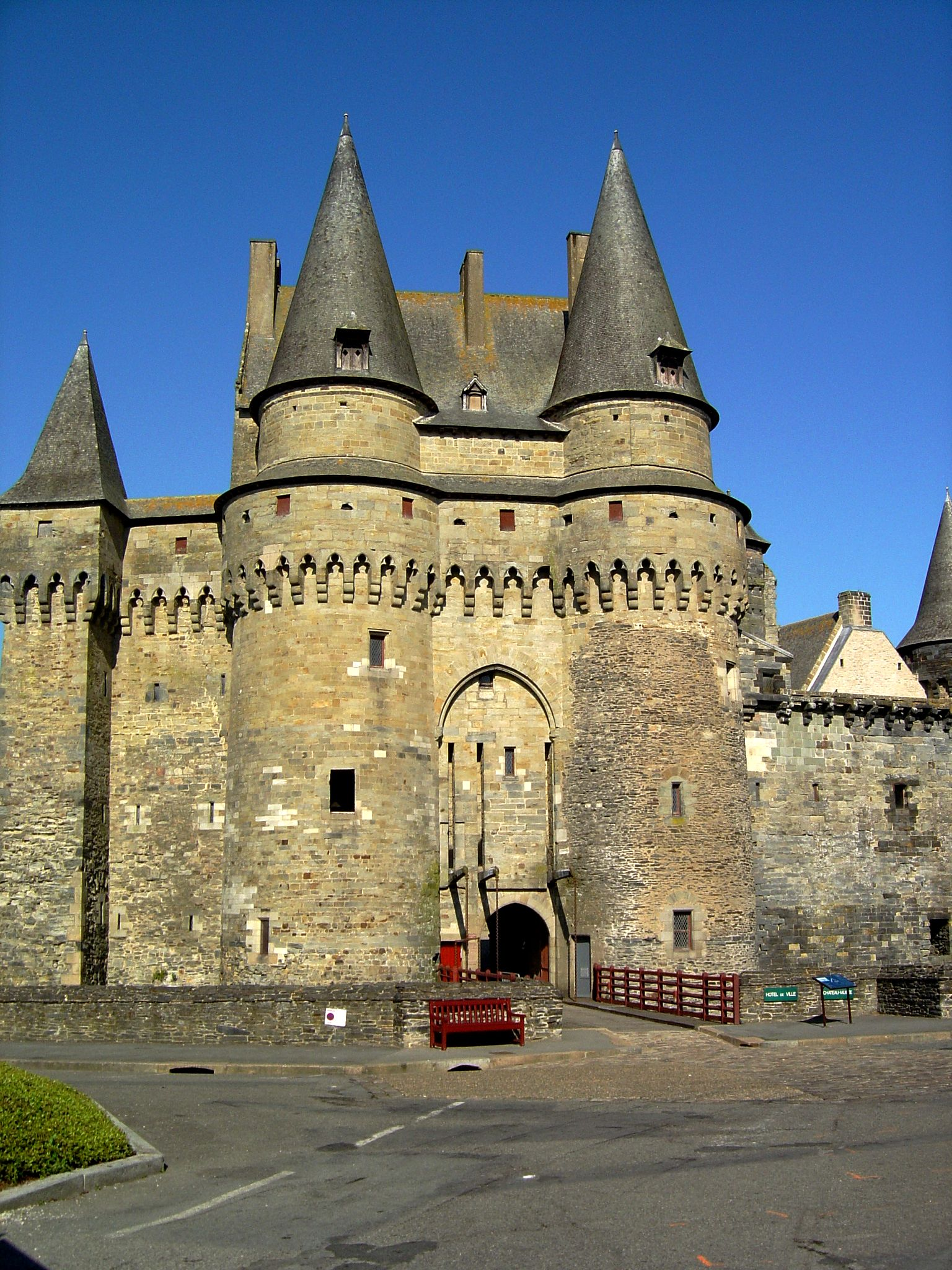
Надвратная башня
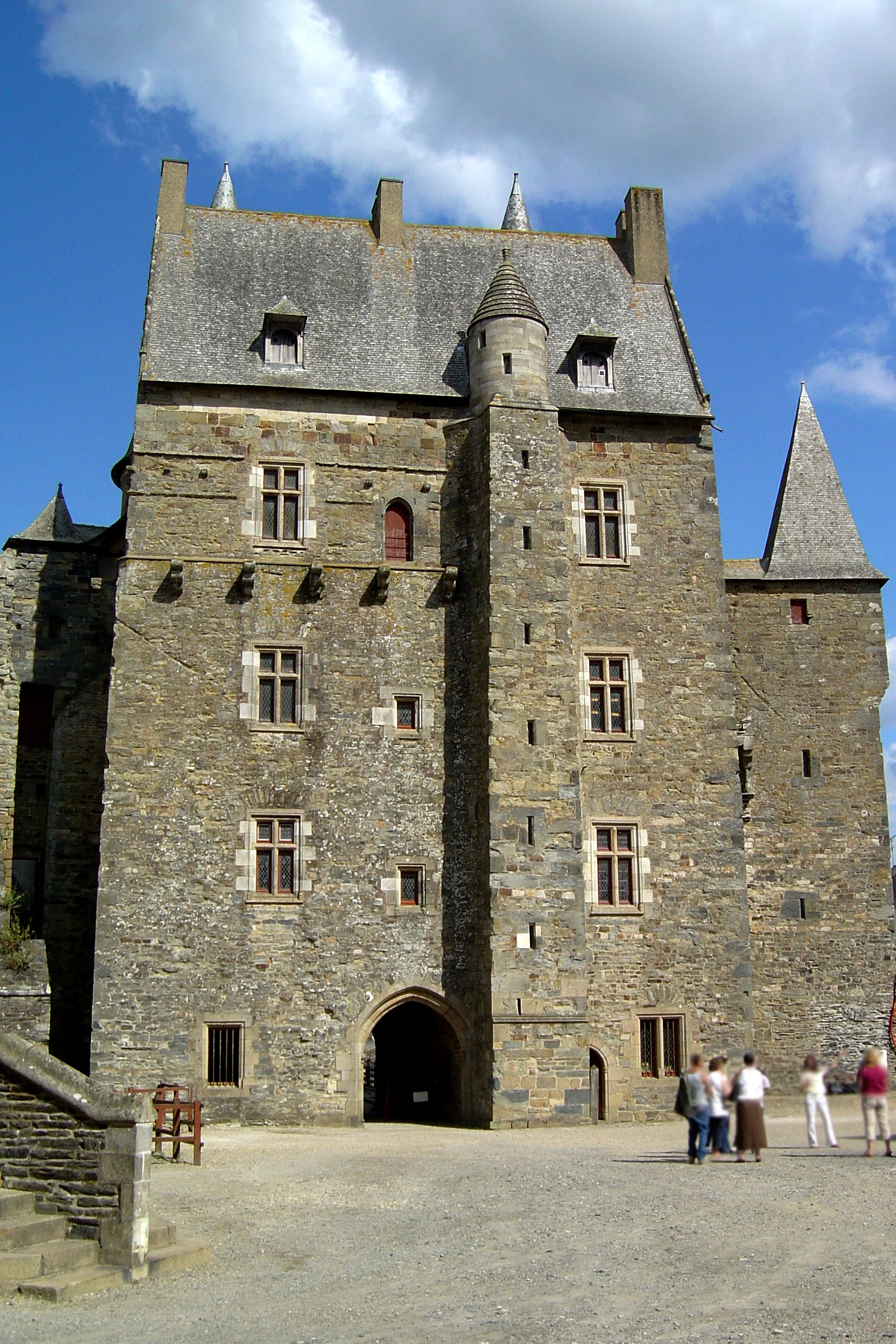
Внутренний двор
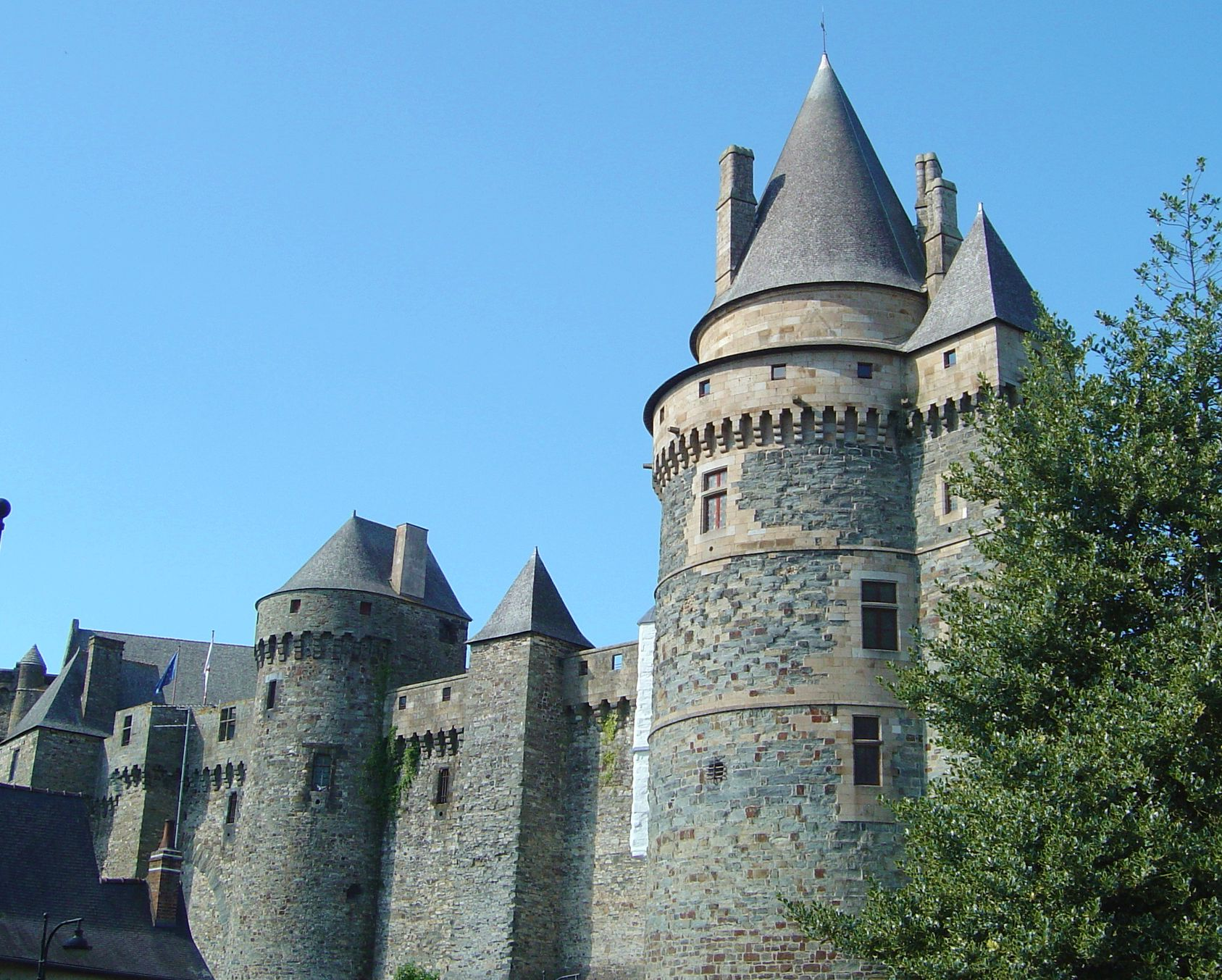
Западная сторона
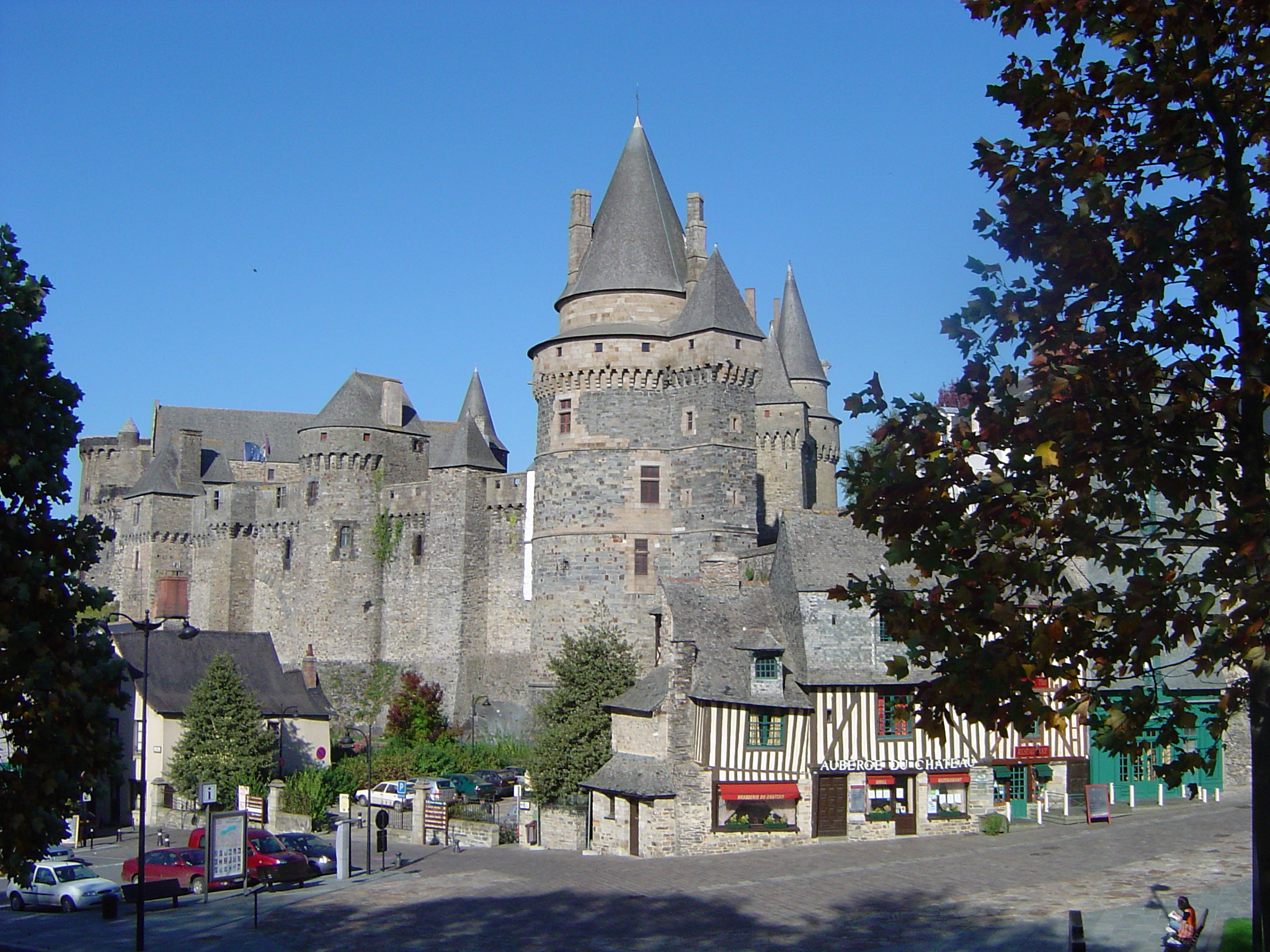
Южная сторона